# Franklin Delgado
Franklin Delgado   (18 de febrer de 1966) fou un futbolista panameny de la dècada de 1990.
Fou 49 cops internacional amb la selecció de Panamà.
Pel que fa a clubs, destacà a Pan de Azúcar, Municipal Limeño, Tiburones i Platense, San Francisco i Sporting'89.